# Michael Arceneaux
Michael Arceneaux (nacido el 12 de abril de 1984) es un escritor estadounidense. Es el autor de la colección de ensayos I Can't Date Jesus (2018), un éxito de ventas según la lista de libros más vendidos de The New York Times.

## Biografía
Michael Joseph Arceneaux nació el 12 de abril de 1984 en Houston, Texas, en el seno de una familia negra de clase trabajadora de Luisiana. Su madre, una enfermera licenciada, era un piadosa católica y Arceneaux creció dentro de ese ambiente religioso, considerando incluso, brevemente, convertirse en sacerdote católico.

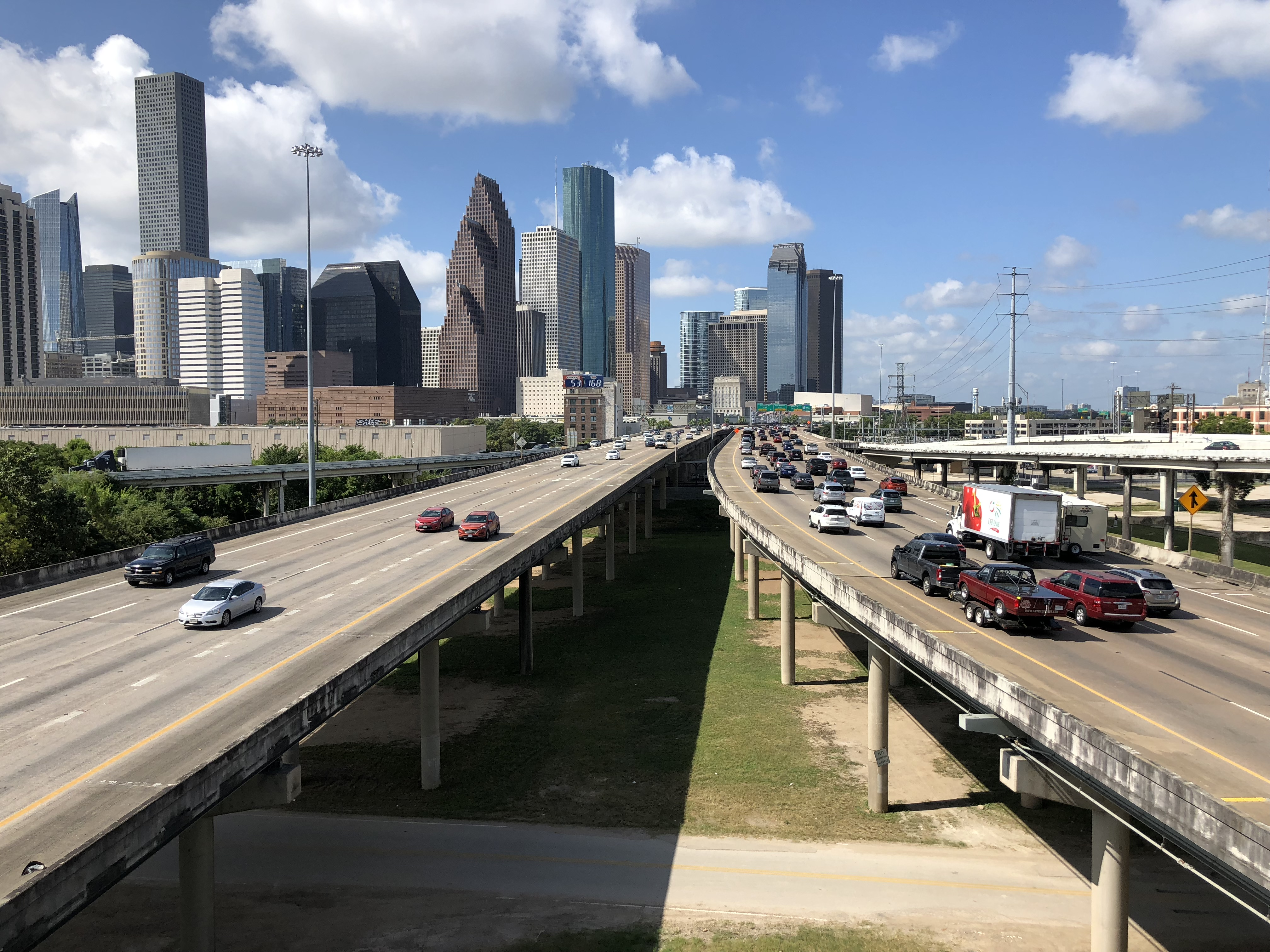
Houston, Texas

Arceneaux vivió en el barrio de Hiram Clarke, en Houston y asistió a la escuela secundaria Madison High School. Luego, gracias a una combinación de becas y préstamos estudiantiles, se matriculó en la Universidad Howard, donde realizó estudios en periodismo para radio y televisión, y escribió para el periódico universitario The Hilltop. Se graduó en 2007, convirtiéndose en el primer hombre de su familia en graduarse de la universidad.

## Carrera
Después de la universidad, Arceneaux se mudó a Los Ángeles, donde comenzó su carrera como escritor. Ha escrito para The Guardian, revista New York, Essence, Rolling Stone, Adolescente Vogue, BuzzFeed, Vulture, The Washington Post, The Guardian, la revista New York, Essence, Rolling Stone, Teen Vogue, BuzzFeed, Vulture,The Washington Post, The New York Times y XOJane, así como también escribió una columna de consejos llamada "Querido Amado" para Into.

### Libros

#### I Can't Date Jesus
Este primer libro de Arceneaux es una colección de 17 ensayos personales humorísticos titulados No Puedo Tener Una Cita con Jesús: Amor, Sexo, Familia, Raza y Otras Razones Por Las Que He Puesto Mi Fe en Beyoncé, el cual fue publicado el 24 de julio de 2018 por Atria Books. El libro debutó en el puesto número 14 de la lista de libros más vendidos de The New York Times en la categoría libro de bolsillo de no ficción. El libro se centra en sus primeros años de vida como un joven hombre gay y negro, que creció en un hogar religioso del sur de los Estados Unidos.

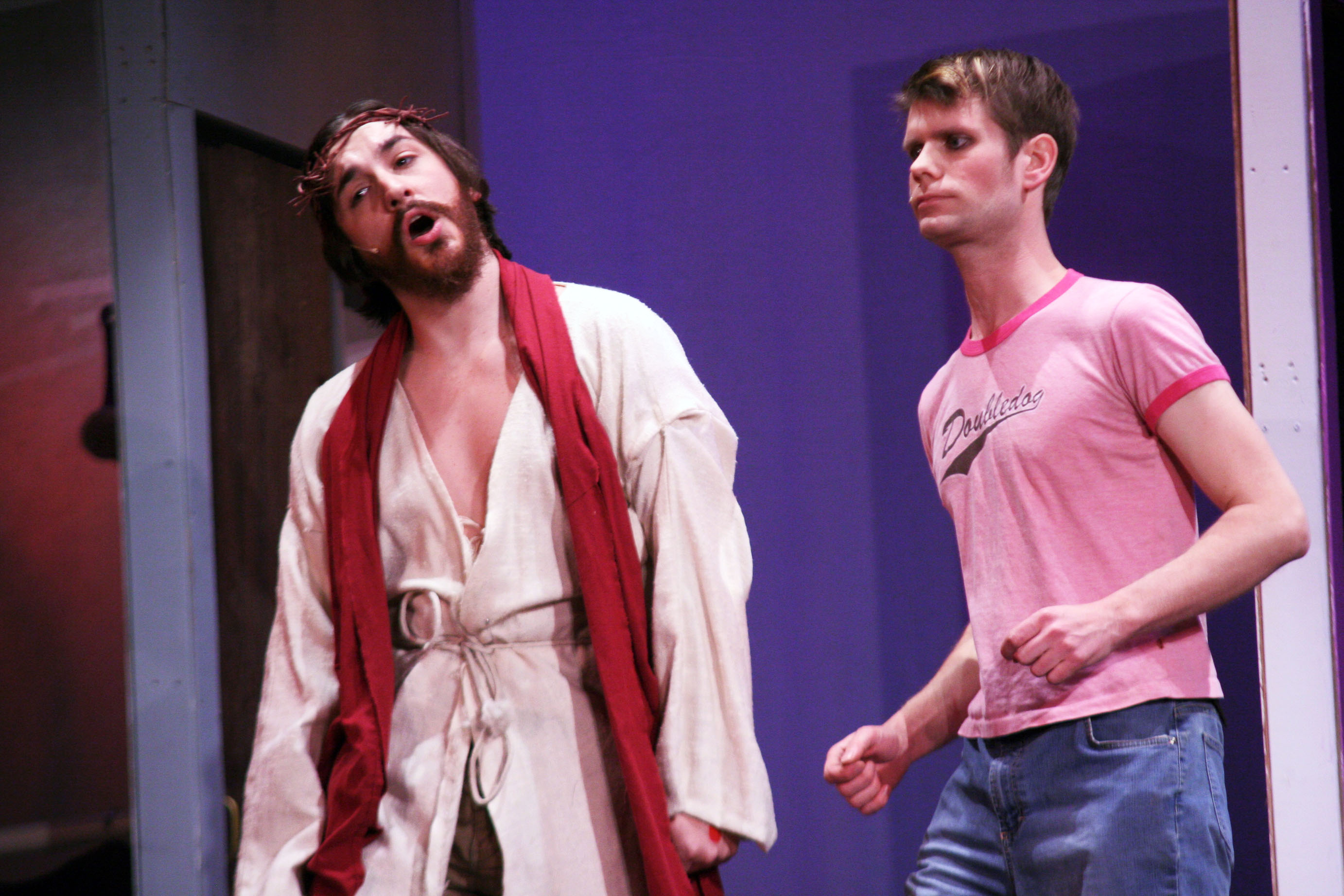
Escena del musical Gay Jesus

El título del libro surge como respuesta a la crianza católica que recibió Areceneaux,  y sus implicaciones para él, como hombre gay, en particular aborda la idea de que ser gay para él no era opción sobre la cual podía actuar en consecuencia; encontrando que los debates teológicos sobre el tema no parecían ser útiles para nada, por lo que Arceneaux decidió, «mejor aclaro mi mente, "planeo tener sexo, así que no puedo tener una cita con Jesús"». Arceneaux terminó su manuscrito en 2011, pero la búsqueda de un agente literario retrasó la publicación de su libro. Finalmente logró contratar a Jim McCarthy, quién, en principio declinó su consulta pero Arceneaux persistió, enviándole más ensayos para que los leyera, y al final McCarthy cambió de opinión.
Los críticos han comparado la colección de ensayos de Arceneaux con el trabajo de Roxane Gay, David Sedaris, y Samantha Irby. En Vogue, Chloe Schama y Bridget Read destacaron que el estilo de Arceneaux es "histéricamente divertido, vulnerable", llamando la colección ensayos "un triunfo de autoexploración, teñido pero no sobrecargado por nuestro actual momento político... El resultado es una pieza de relatos personales y culturales, tan divertidos como iluminadores".

#### No Quiero Morir Pobre
Arceneaux está escribiendo su segundo libro, No Quiero Morir Pobre, el cual expande su ensayo escrito  para The New York Times que describe su deuda personal por préstamos estudiantiles.